# .is
.is為冰島國家及地區頂級域（ccTLD）的域名。首個.is域名於1986年12月11日註冊。任何人都能註冊該域名，且可以直接註冊.is的二級域名。2014年，兩個與伊斯蘭國有關的.is域名網站被域名管理機構ISNIC關閉。截至2016年10月，.is每次註冊時間最長可持續5年，到期後繼續辦理註冊手續。

## 外部連結
- IANA .is whois information（页面存档备份，存于）
- .is domain registration website